# Thursford
Thursford är en ort och civil parish i Storbritannien.   Den ligger i grevskapet Norfolk och riksdelen England, i den sydöstra delen av landet, 170 km norr om huvudstaden London. Thursford ligger 84 meter över havet och antalet invånare är 224.
Terrängen runt Thursford är huvudsakligen platt. Thursford ligger uppe på en höjd. Runt Thursford är det ganska tätbefolkat, med 104 invånare per kvadratkilometer. Närmaste större samhälle är Fakenham, 8,5 km sydväst om Thursford. Trakten runt Thursford består till största delen av jordbruksmark.